# 圓網蜘蛛
圓網蜘蛛（orb-weaving spider）的狹意定義是專指圓蛛科（Araneidae）蜘蛛。大多數圓蛛科會在固定空間中建構典型的圓網以捕捉獵物。典型圓網的特徵為平面且同時由輻射狀及螺旋狀的蜘蛛絲所構成。然而，並不僅圓蛛科蜘蛛會結圓網，包括長腳蛛科、渦蛛科、人面蛛科等蜘蛛，故圓網蜘蛛的廣義定義是泛指以結圓網為捕食網的蜘蛛。

## 圓網

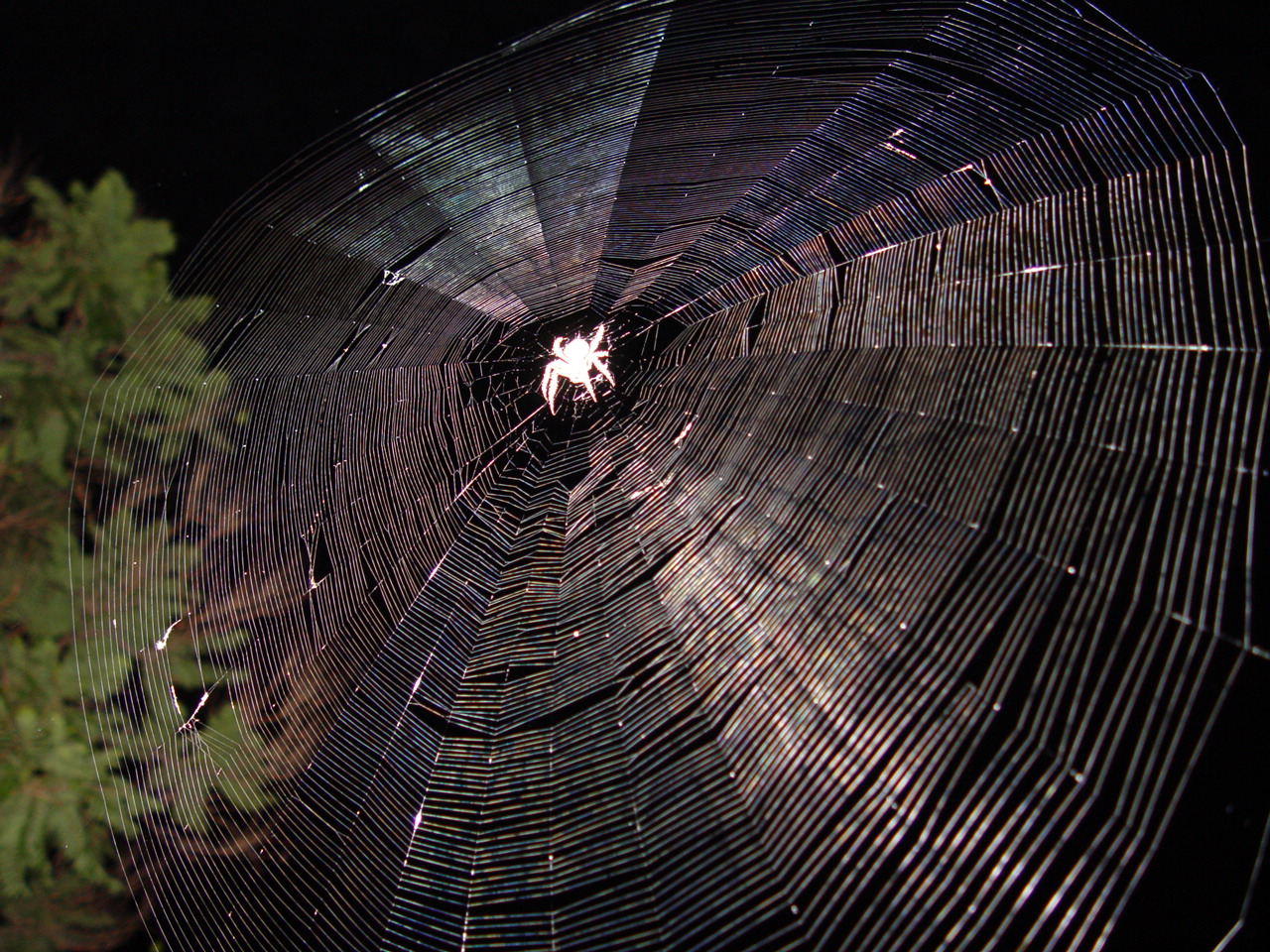
由圓蛛科蜘蛛所結的圓網

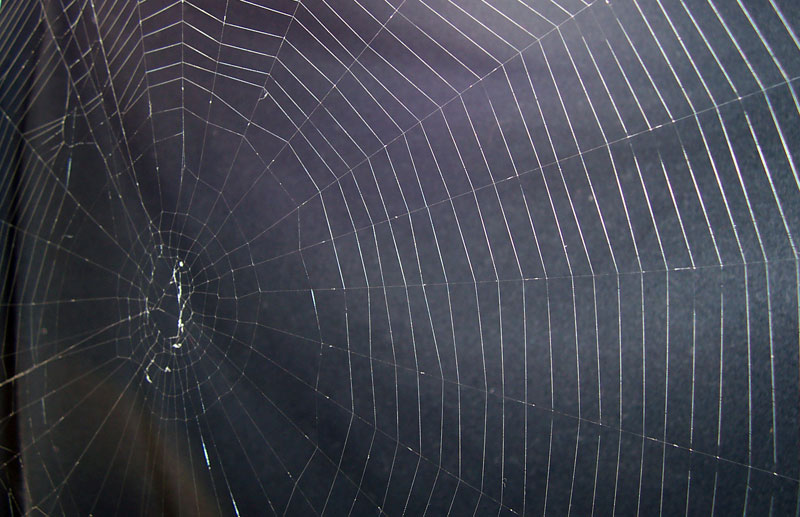
圓網上的輻射狀及螺旋狀蜘蛛絲

大致上來說，圓網是由具三爪的蜘蛛所結織，網呈平面，由強度或硬度較大的輻射狀蜘蛛絲及具有黏性的螺旋狀蜘蛛絲所共同組成。建結圓網的順序為蜘蛛藉由風力在兩端支持物上固定蜘蛛絲而拉出一條水平絲，再由水平絲的中央連接另一條垂直絲至下方基質使絲呈「Y」字形；蜘蛛會這個Y字形絲為基礎，以Y字形絲的交叉點為中心，拉出更多絲與固定物連接而使蜘蛛網能更穩定；之後，蜘蛛會在以交叉點為中心，密集地拉出更多輻射狀且不具黏性的蜘蛛絲；最後蜘蛛會由內而外的順序在輻射狀絲上黏上具有黏性的螺旋狀絲。